# The Internet Philosophy Ontology Project
the Internet Philosophy Ontology Project (in sigla: InPhO) è un progetto del Programma di scienze cognitive dell'Università dell'Indiana sovvenzionato da uno stanziamento dell'Office of Digital Humanities del National Endowment for the Humanities del Governo degli Stati Uniti.
Il progetto InPhO costituisce il tentativo di creare un modello disciplinare per la rappresentazione della filosofia come risorsa culturale in rete. Il sito web mette a disposizione la ricerca e la navigazione attraverso relazioni che intercorrono tra idee filosofiche, studiosi, e opere filosofiche. Il software che può estrarre contenuti significativi tra le risorse digitali in continua crescita ed evoluzione è verificato e "addestrato" attraverso feedback esperti, in modo da creare e manutenere una ontologia dinamica, interpretabile in automatico, delle relazioni tra idee filosofiche e pensatori.

## Costruzione e manutenzione dell'ontologia
L'ontologia di InPhO viene costruita e aggiornata con strumenti automatici o semiautomatici, attraverso tre passi:
- Data mining.
- Feedback esperto.
- Ragionamento automatico.

Nella prima fase, vengono utilizzate tecniche di elaborazione del linguaggio naturale (NLP) per generare ipotesi statistiche sulle relazioni intercorrenti tra i principali argomenti filosofici. La seconda fase si svolge offrendo le ipotesi generate in automatico all'analisi di esperti del campo che si esprimono utilizzando un'interfaccia on line. Infine, un software di ragionamento automatico si serve delle misurazioni statistiche e dei feedback degli esperti per alimentare di contenuti l'ontologia.

### Rappresentazione dinamica della conoscenza
Le tre fasi dell'elaborazione vengono aggiornate continuamente. Lo spirito che guida il progetto, infatti, non punta alla realizzazione di un'unica rappresentazione stabile del dominio delle conoscenze, ma di proporre un'ontologia dinamica, che proponga una rappresentazione della conoscenza provvisoria e migliorabile, che rifletta, con metodi di aggiornamento quanto più possibile automatici, attraverso successive iterazioni, la tassonomia più utile realizzabile a quel determinato momento. Il carattere dinamico di questa rappresentazione della conoscenza differenzia questo progetto da analoghi tentativi in altri domini, come le scienze naturali, l'economia, la medicina, che si trovano a operare su campi di conoscenze provenienti da ricerche intensamente finanziate, su campi di conoscenza le cui strutture soggiacenti godono di un consenso relativamente stabile, e il cui obiettivo primario è quello di rendere interoperabili grandi quantità di dati disponibili.

## Elaborazione e pubblicazione dei dati

### Data mining
Il processo di costruzione dell'ontologia è alimentato da un'estrazione dei dati che si svolge attraverso l'esplorazione di un insieme costituito da oltre 37 milioni di parole, facenti parte di un corpus di testi su argomenti e temi filosofici.
Tra le applicazioni che fungono da serbatoio e banco di prova del progetto, vi sono la Stanford Encyclopedia of Philosophy (SEP), la rivista Noesis: Philosophical Research Online, Google Scholar, Internet Encyclopedia of Philosophy, PhilPapers, HathiTrust/Google Books Collection.

### Strategieopen data
Il progetto si impegna a rendere pubblici i dati delle elaborazioni periodiche e a metterli a disposizione in base alla filosofia dell'open data, secondo i termini della licenza Creative Commons Attribuzione - Non commerciale - Condividi allo stesso modo BY-NC-SA 3.0.
A tal fine, su base mensile, viene resa pubblica una nuova versione dell'ontologia, che riflette i risultati dell'elaborazione compiuta fino a quella data. La pubblicazione avviene in una specifica pagina del sito, nella quale rimangono elencate e prelevabili anche le versioni precedenti.
I dati dell'ontologia vengono messi a disposizione mediante file XML utilizzando Web Ontology Language (OWL).